# Tamorot
Tamorot (àrab تمروت) és una comuna rural de la província de Xauen de la regió de Tànger-Tetuan-Al Hoceima. Segons el cens de 2014 tenia una població total de 26.748 persones.